# 馬拉蓋縣
馬拉蓋縣（波斯語：‎），是伊朗東亞塞拜然省的一个县。该县首府是馬拉蓋。2016年人口普查顯示全县人口為262604人，分佈於80261户家庭。馬拉蓋縣分两个区，包括中央区和萨拉茹區。設有馬拉蓋和卡拉茹兩個城市。